# 명지중학교 (서울)
명지중학교(明知中學校)는 대한민국 서울특별시 서대문구 홍은동에 있는 사립 중학교이다.

## 학교 연혁
- 1948년 4월 12일 : 6년제 단국중학교로 개교
- 1958년 12월 23일 : 단국학원 운영 난으로 명지학원 설립자 유상근 박사 이사장으로 취임
- 1959년 2월 4일 : 재단명칭을 재단법인 방목학원으로 개칭
- 1959년 2월 7일 : 교명을 『서울 문리 중학교』 로 개칭
- 1959년 4월 7일 : 초대 교장에 김성배 선생 취임
- 1964년 1월 31일 : 교명을 『명지중학교』 로 개칭
- 1969년 1월 31일 : 명지여자중학교 설립 인가
- 1969년 2월 1일 : 여자중학교 초대 교장에 설립자 유상근 박사 취임
- 1969년 2월 20일 : 서울특별시 중구 남산동에서 서대문구 남가좌동으로 교사 이전
- 1973년 2월 28일 : 서울특별시 서대문구 남가좌동에서 홍은동으로 교사 이전
- 1974년 1월 21일 : 재단 명칭을 학교법인 명지학원으로 개칭
- 1997년 3월 1일 : 명지중학교와 명지여자중학교를 남녀공학인 명지중학교로 통합함
- 2000년 2월 29일 : 현 신축 교사로 이전 완료
- 2009년 6월 25일 : 식당동 건물 증축
- 2021년 3월 1일 : 제17대 이강선 교장 취임
- 2021년 12월 31일 : 제75회 졸업식(졸업생 연인원 48,044명)
- 2022년 4월 6일 : 글담도서관 개관

## 참고 자료
- 명지중학교 - 한국교육학술정보원 학교알리미